# Mistrzostwa Świata w Narciarstwie Alpejskim 1950
11. Mistrzostwa Świata w Narciarstwie Alpejskim odbywały się od 13 do 18 lutego 1950 w Aspen (USA). Rozgrywano trzy konkurencje: zjazd, slalom i slalom gigant, zarówno kobiet jak i mężczyzn. Były to pierwsze mistrzostwa świata, na których rozgrywano zawody w gigancie oraz pierwsze rozegrane poza Europą. W klasyfikacji medalowej zwyciężyła reprezentacja Austrii, która zdobyła także najwięcej medali: 7, w tym 3 złote, 1 srebrny i 1 brązowy.

## Wyniki

### Mężczyźni
| Konkurencja             | Data      | Złoto             | Czas   | Srebro           | Czas   | Brąz          | Czas   |
| Slalom gigant szczegóły | 14 lutego | Zeno Colò         | 1:54,4 | Fernand Grosjean | 1:55,2 | James Couttet | 1:55,3 |
| Slalom szczegóły        | 16 lutego | Georges Schneider | 2:06,4 | Zeno Colò        | 2:06,7 | Stein Eriksen | 2:08,0 |
| Zjazd szczegóły         | 18 lutego | Zeno Colò         | 2:34,4 | James Couttet    | 2:35,7 | Egon Schöpf   | 2:36,3 |

### Kobiety
| Konkurencja             | Data      | Złoto               | Czas   | Srebro              | Czas   | Brąz                 | Czas   |
| Slalom gigant szczegóły | 13 lutego | Dagmar Rom          | 1:29,6 | Trude Jochum-Beiser | 1:29,8 | Lucienne Schmith     | 1:30,0 |
| Slalom szczegóły        | 15 lutego | Dagmar Rom          | 1:47,8 | Erika Mahringer     | 1:47,9 | Celina Seghi         | 1:49,5 |
| Zjazd szczegóły         | 17 lutego | Trude Jochum-Beiser | 2:06,6 | Erika Mahringer     | 2:07,5 | Georgette Thiollière | 2:08,4 |

## Tabela medalowa
| Lp. | Państwo    | złoto | srebro | brąz | razem |
| --- | ---------- | ----- | ------ | ---- | ----- |
| 1   | Austria    | 3     | 3      | 1    | 7     |
| 2   | Włochy     | 2     | 1      | 1    | 4     |
| 3   | Szwajcaria | 1     | 1      | -    | 2     |
| 4   | Francja    | -     | 1      | 3    | 4     |
| 5   | Norwegia   | -     | -      | 1    | 1     |